# 江虨
江虨（？—368年），晋朝陈留郡圉县（今河南杞县西南）人，字思玄，江统长子，襲封亢父男。
江虨博学知名，善弈棋。本州辟举秀才，历任平南将军温峤的参军、州别驾、司空郗鉴掾、长山令、司马、黄门郎。车骑将军庾冰镇江州，江虨为长史。庾冰死後，庾翼以江虨为谘议参军，补长史。庾翼死後，大将干瓚作难乱，江虨率军讨平。江虨在朝廷任尚书吏部郎、御史中丞、侍中、吏部尚书。出任会稽内史、加右军将军。為尚书仆射。司马昱为丞相，政事經常询問江虨。後任护军将军、领国子祭酒，任上去世。著有文集五卷。子江敳，江敳子江恆、江夷。

## 家庭

### 父
- 江統，西晉散騎常侍，領國子博士，著《徙戎論》。

### 夫人
- 诸葛文彪，第一任丈夫是庾會，庾會被蘇峻殺害後，改嫁江虨。

### 子
- 江敳，[1]官至琅邪內史、驃騎諮議。